# Самбрана
Самбрана (ісп. Zambrana (офіційна назва), баск. Zanbrana) — муніципалітет в Іспанії, у складі автономної спільноти Країна Басків, у провінції Алава. Населення — 377 осіб (2009).
Муніципалітет розташований на відстані близько 260 км на північ від Мадрида, 26 км на південний захід від Віторії.
На території муніципалітету розташовані такі населені пункти: Бергансо, Осіо, Портілья/Сабалате, Самбрана (адміністративний центр).

## Демографія
Динаміка населення (INE ):

## Галерея зображень

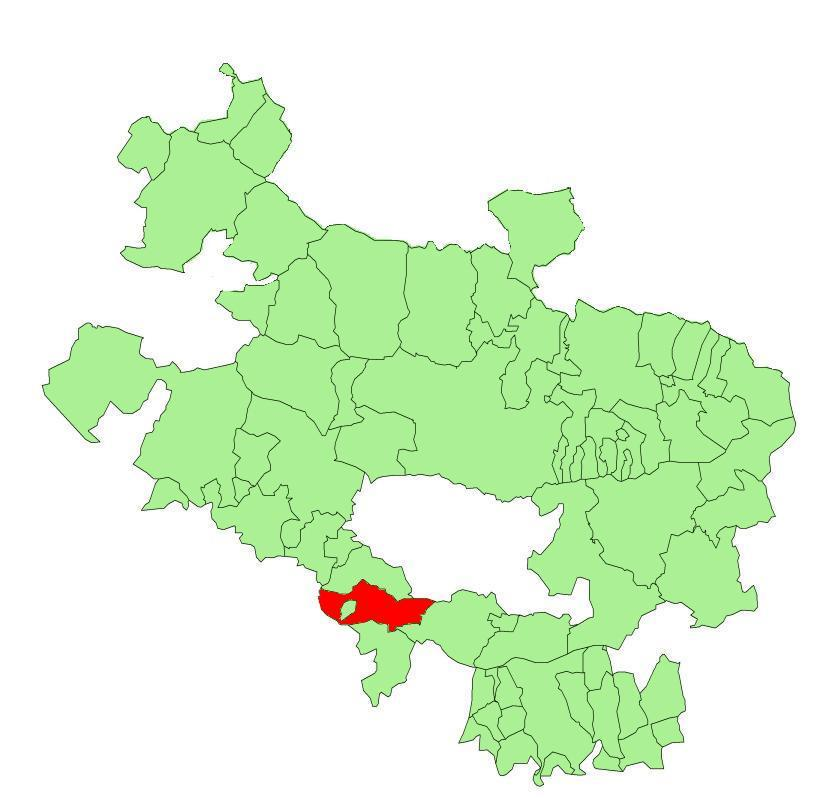
Розташування муніципалітету
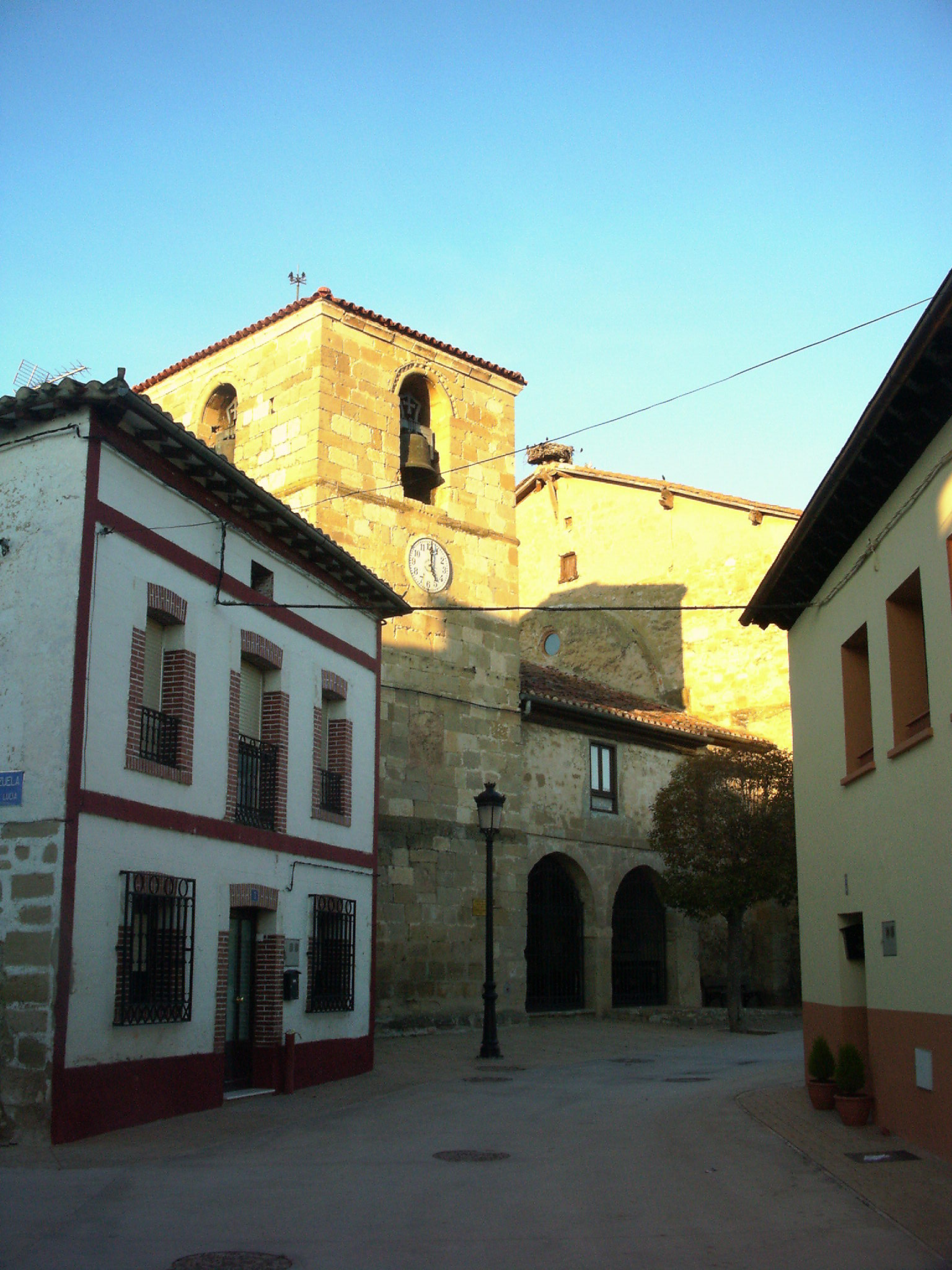
Церква Санта-Лусія у Самбрані